# Савраса масть

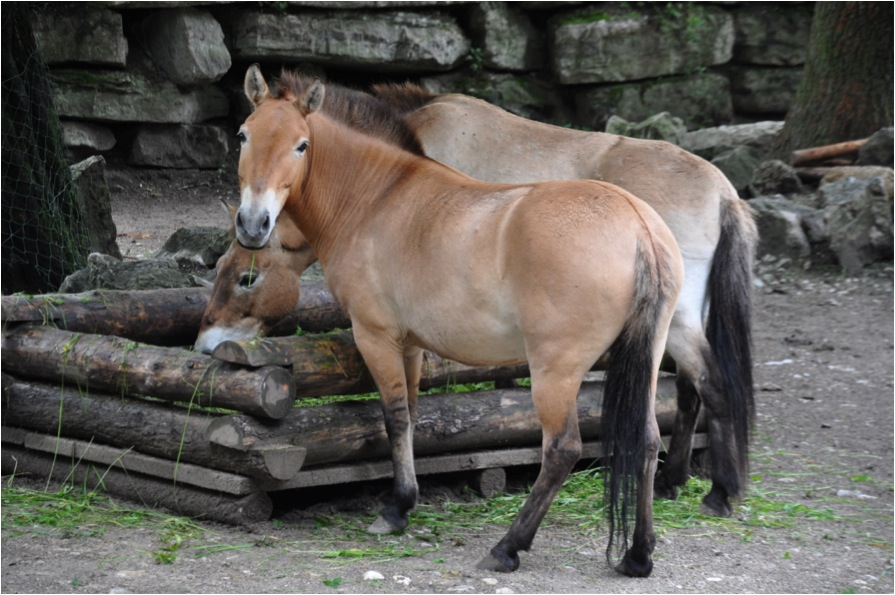
Коні Пржевальського гнідо-саврасої масті з дикими відмітинами на тілі.

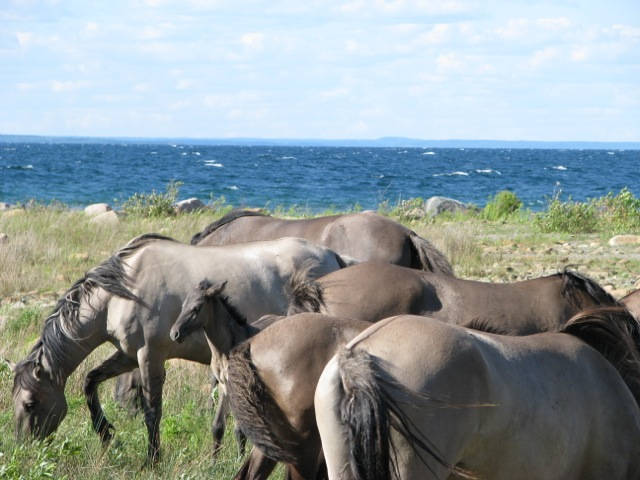
Коні соррая мишастої масті.

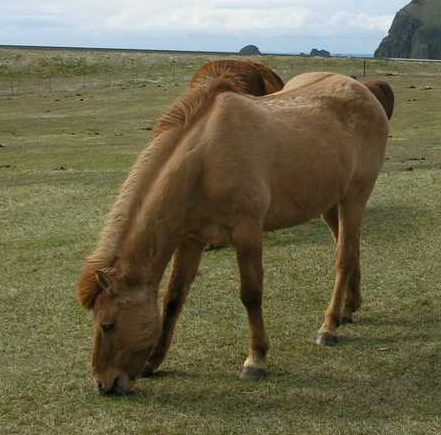
Ісландський кінь каурої масті.

Саврасі масті є найдавнішими  мастями, тому їх називають "дикими", тобто вони належать до  дикого типу. Вважається, що ці масті дозволяють коням добре маскуватися на місцевості. У саврасої масті є свої характерні особливості, що дозволяють візуально ідентифікувати та зареєструвати коня як саврасого.  

## Опис

### Головні ознаки
- Ремінь — це темна (темніша від переважаючого кольору шерсті на тілі) смуга на спині, що проходить уздовж хребта від холки до хвоста, іноді помітна в гриві, але обов'язково проходить вздовж хвоста, а не закінчується на ріпиці.
- Пастельні кольори та відтінки шерсті на тілі - розбавлення та освітлення кольору шерсті відносно основного кольору базової масті.
- Наявність інших "диких відмітин" є бажаною, але не обов'язковою.

Савраса описується як окрема масть на основі різних базових мастей:
- Каура (рудо-савраса).
- Гнідо-савраса.
- Мишаста (вороно-савраса).
- Похідних солової (солово-савраса), буланої (булано-савраса), ізабеллової (ізабеллово-савраса) масті тощо.

### Дикі відмітини
Дикі відмітини — це особлива група відмітин, визначена різними відтінками та кольором волосся і шерсті на певних ділянках тіла, такі відмітини можна спостерігати у кількох видів непарнокопитних, включаючи коней, ослів та віслюків. До диких відмітин відносять:
- Ремінь — чітка темна смуга вздовж хребта, головна ознака саврасої масті.
- Зебра — темні горизонтальні смужки на ногах, зазвичай розташовані вище зап'ястя і скакального суглоба, поступово зливаються з темною нижньою частиною ніг, нагадують темні смуги на ногах у зебр. Важливо відмітити, що зустрічаються саврасі коні і без таких смужок, іноді ж їх просто важко розгледіти на темній шерсті.
- Маска — темніший та насиченіший колір шерсті на голові коня відносно його тулуба.
- Крила — існують дві варіації крил: це пляма чи плями на плечі та холці, що виглядають як сітка з невеликими дірочками, які нагадують крило метелика; або це темна поперечна смуга на плечах або холці, більше схожа на ремені або ремінь.
- Павутина — темний візерунок у вигляді сітки або смужок на лобі коня.
- Іній — білі чи жовтуваті пасма в хвості або гриві, дуже характерні для фіордської породи.
- Окантування вуха — нерідко верхній краєчок задньої поверхні вух має темну кромку, яка особливо помітна, якщо вухо світле, його можна спостерігати з різних ракурсів. У коней не саврасих мастей теж можна зустріти окантування вуха, проте воно відрізняється від дикої відмітини більш розмитими краями та відсутністю смугастості (декількох смужок).
- Інші дикі відмітини, що зустрічаються вкрай рідко і потребують детального вивчення.

З усіх диких відмітин постійною ознакою саврасих мастей є лише ремінь, інші зустрічаються в різних комбінаціях і проявляються в різному ступені.

## Поширення
На території України проживають відомі представники саврасої масті - Гуцульський кінь та Кінь Пржевальського. Також саврасі масті присутні у таких порід коней, як американський квотерхорс, башкирський, білоруський упряжний, вятський, ісландський, камполіна, мустанг, соррая, польський коник, шетландський, якутський. Коні породи фіорд є виключно саврасими, мастей не спряжених з геном Dun у породі немає. В таких породах, як арабська, ахалтекінська, ганноверська, тракененська, чистокровна верхова тощо, савраса масть зовсім відсутня.

## Ген Dun

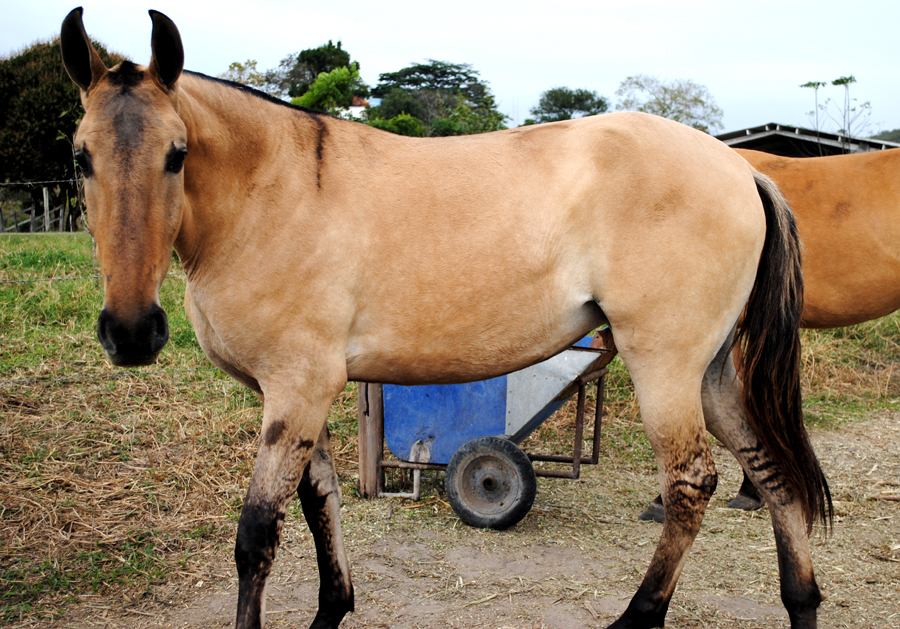
Камполіна саврасої масті з дикими відмітинами на тілі

За саврасі масті відповідає ген Dun, домінантні алелі цього гену (DD або Dd) впливають на синтез та форму меланінів (еумеланіну та феомеланіну), проте не впливають на зміну кольору шкіри та очей. Хоча на сьогодні відоме положення цього гену в хромосомі, його молекулярні механізми дії гену ще не виявлені.
| Базова масть | Тип саврасої масті | Генотип                                                                                 | Фенотип |
| ------------ | ------------------ | --------------------------------------------------------------------------------------- | --- |
| Гніда        | Гнідо-савраса      | E*A*D* (EE/AA/Dd, EE/Aa/Dd, Ee/AA/Dd, EE/AA/DD, Ee/Aa/Dd, Ee/AA/DD, EE/Aa/DD, Ee/Aa/DD) | Пастельні відтінки гнідої масті — світлі відтінки рудого кольору шерсті тіла та чорний колір захисного волосся та ніг. Ремінь та інші дикі відмітини чорного кольору. |
| Ворона       | Мишаста            | E*aaD* (EE/aa/Dd, Ee/aa/Dd, EE/aa/DD, Ee/aa/DD)                                         | Пастельні відтінки вороної масті — сірі, попелясті відтінки основного кольору шерсті тіла та чорний колір захисного волосся. Ремінь та інші дикі відмітини чорного кольору. Колір шерсті може суттєво змінюватися під впливом сонячного випромінювання, темно-сіра шерсть вигоряє до бурого, а іноді і жовтого відтінку, що необхідно взяти до уваги. |
| Руда         | Каура              | ee**D* (ee/AA/Dd, ee/Aa/Dd, ee/Aa/DD, ee/AA/DD, ee/aa/Dd, ee/aa/DD)                     | Пастельні відтінки рудої масті — світлі відтінки рудого кольору шерсті тіла та рудий колір захисного волосся. Ремінь та інші дикі відмітини насиченого рудого, коричневого або темно-коричневого кольору. |